# 张道源
张道源（？—624年），并州祁县复礼乡至孝里人，唐朝初年政治人物。

## 簡介
十五岁，父亲去世，居丧以孝行著称，县令郭湛改其居所的名字为复礼乡至孝里。
张道源尝与友人作客游历，友人有病，半夜去世，张道源害怕惊扰主人，遂和朋友的尸体一起睡了一夜，到早晨才哭，亲步营送，至其本乡里。
唐高祖建立唐朝，召他授为大将军府户曹参军。攻下長安，遣张道源抚慰山东，燕、赵之地如罗艺等争来归附。唐高祖下书褒美赞扬，封范阳郡公，后拜大理卿。
当时何稠、士澄有罪，家口籍没，皇帝赐其给张道源。张道源叹气：“人有否泰，盖亦是常。安可因己之泰，利人之否，取其子女以为僕妾，岂近仁者之心乎？”都推辞了，一无所取。
之後，转任太仆卿，历任相州都督。
武德七年去世，赠工部尚书，谥号节。道源虽然历职九卿，去世时，只有粟石两，高祖很惊异，赐其家三百段帛。

## 延伸阅读
[在维基数据编辑]
 《舊唐書/卷187上》，出自刘昫《舊唐書》